# 奥长石
奥长石（英語：Oligoclase），又称更长石，旧称钠钙长石，是一种属于斜长石的造岩矿物，其化学成分、晶体和物理特征方面介于钠长石（NaAlSi3O8）和钙长石（CaAl2Si2O8）之间，奥长石的钠长石/钙长石摩尔比范围为 90:10 至 70:30。
奥长石是一种在三斜晶系中结晶的高钠长石，其摩氏硬度6至6.5，比重为2.64至2.66，折射率：nα=1.533–1.543、nβ=1.537–1.548和nγ=1.542–1.552，外观颜色通常为白色，带有灰、绿或红色色调。

## 名称与发现
奥长石这一名称为1826年德国矿物学家奥古斯特·布里索普（August Breithaupt）取自古希腊语：όλίγος，罗马化：oligos-略微和古希腊语:κλᾶν，罗马化：klân-碎裂，因为人们认为这种矿物的解理不如钠长石完美。此前，在1824年，瑞典化学家约恩斯·贝尔塞柳斯将其视为一个独特的物种，并因其外观与锂辉石相似而被他命名为钠锂辉石（Natron spodumen）。

## 出现
在北卡罗来纳州贝克斯维尔发现的完全无色透明的玻璃状物质，偶尔被镶嵌成宝石，另一种更常被当作宝石的品种是在挪威南部特韦德斯特兰片麻岩中因微红色解理块而发现的砂金石长石或太阳石；由于长石结构中存在大量小赤铁矿鳞片，因此呈现出明亮的红色至金色金属闪光。
奥长石作为花岗岩、正长岩和闪长岩等深成火成岩的一种成分，通常伴随正长石一道出现。它出现在斑岩和辉绿岩岩脉和岩床以及安山岩和粗面岩等火山岩石中，并在橄榄粗安岩中起到决定性特征作用，它也出现在片麻岩中。最大和最发达的晶体是那些在挪威阿伦达尔花岗岩矿脉中发现的正长石、石英、绿帘石和方解石晶体。奥长环斑花岗岩（rapakivi）的独特纹理也是由于环正长石斑晶的一圈奥长石边。在綠片岩向角闪岩相状态过渡而形成的变质岩中也发现了奥长石。

## 席勒虹彩
在一些被称为月光石的示例中，由于冷却时，蓝彩钠长石（peristerite）混溶间隙~An5-An18中存在出溶片晶，因此，会显示出所谓“席勒虹彩”的现象。